# Stuart McInally
Pas d'image ? Cliquez ici

a Compétitions nationales et continentales officielles uniquement.

b Matchs officiels uniquement.
Dernière mise à jour le 26 septembre 2023.
Stuart McInally, né le 9 août 1990 à Édimbourg (Écosse), est un joueur international écossais de rugby à XV évoluant principalement au poste de talonneur (1,90 m pour 105 kg). 
Durant l'intégralité de sa carrière il joue au sein de la franchise d'Édimbourg Rugby de 2009 à 2023, à l'exception d'un prêt de courte durée en 2014 dans le club anglais de Bristol Rugby.
De plus il évolue avec l'équipe d'Écosse de 2015 à 2023 avec qui il obtient un total de 49 sélections et prend part à la Coupe du monde 2019.

## Biographie

### Jeunesse et formation
Stuart McInally rejoint l'Academy (le centre de formation) d'Édimbourg Rugby en 2009. Originellement, il est formé au poste de troisième ligne aile ou centre, toutefois en 2013, sur les conseils du staff de l'équipe d'Écosse, il se reconvertit au poste de talonneur.

### Carrière
Il a obtenu sa première cape internationale le 7 février 2015 à l'occasion d'un match contre l'équipe d'Italie à Turin (Italie).
En avril 2023, Stuart McInally, alors sous contrat jusqu'en novembre de la même année avec son équipe d'Édimbourg Rugby, il annonce qu'il va prendre sa retraite officiellement au terme de celui-ci, néanmoins il dispute son dernier match en avril, il envisage par la suite une reconversion en tant que pilote de ligne. Durant le mois de mai 2023, il est convoqué dans la pré-liste écossaise pour préparer la Coupe du monde 2023. Finalement, en août 2023, il n'est pas retenu dans la liste définitive des joueurs participants à la Coupe du monde, de ce fait il prend sa retraite. Toutefois, après le forfait de David Cherry peu de temps après la première journée, il est rappelé en remplacement de ce dernier pour participer à sa deuxième Coupe du monde. Quelques jours après son arrivée dans le groupe écossais, il se blesse lors d'un entraînement, le rendant forfait pour le reste de la Coupe du monde et annonce la fin de sa carrière.

## Statistiques en équipe nationale
- 49 sélections (27 fois titulaire, 22 fois remplaçant).
- 55 points (11 essais).
- Sélections par année : 2 en 2015, 7 en 2016, 3 en 2017, 10 en 2018, 11 en 2019, 7 en 2020, 3 en 2021, 4 en 2022, 2 en 2023.
- Tournoi des Six Nations disputés: 2016, 2018, 2019, 2020 et 2022.
- Coupe du monde disputés : 2019 : 4 sélections (Irlande, Samoa, Russie, Japon).

## Palmarès
- Finaliste du Championnat d'Angleterre de 2e division en 2014 avec Bristol Rugby.
- Finaliste du Challenge européen en 2015 avec Édimbourg Rugby.